# Basaltsteinbruch Weitendorf

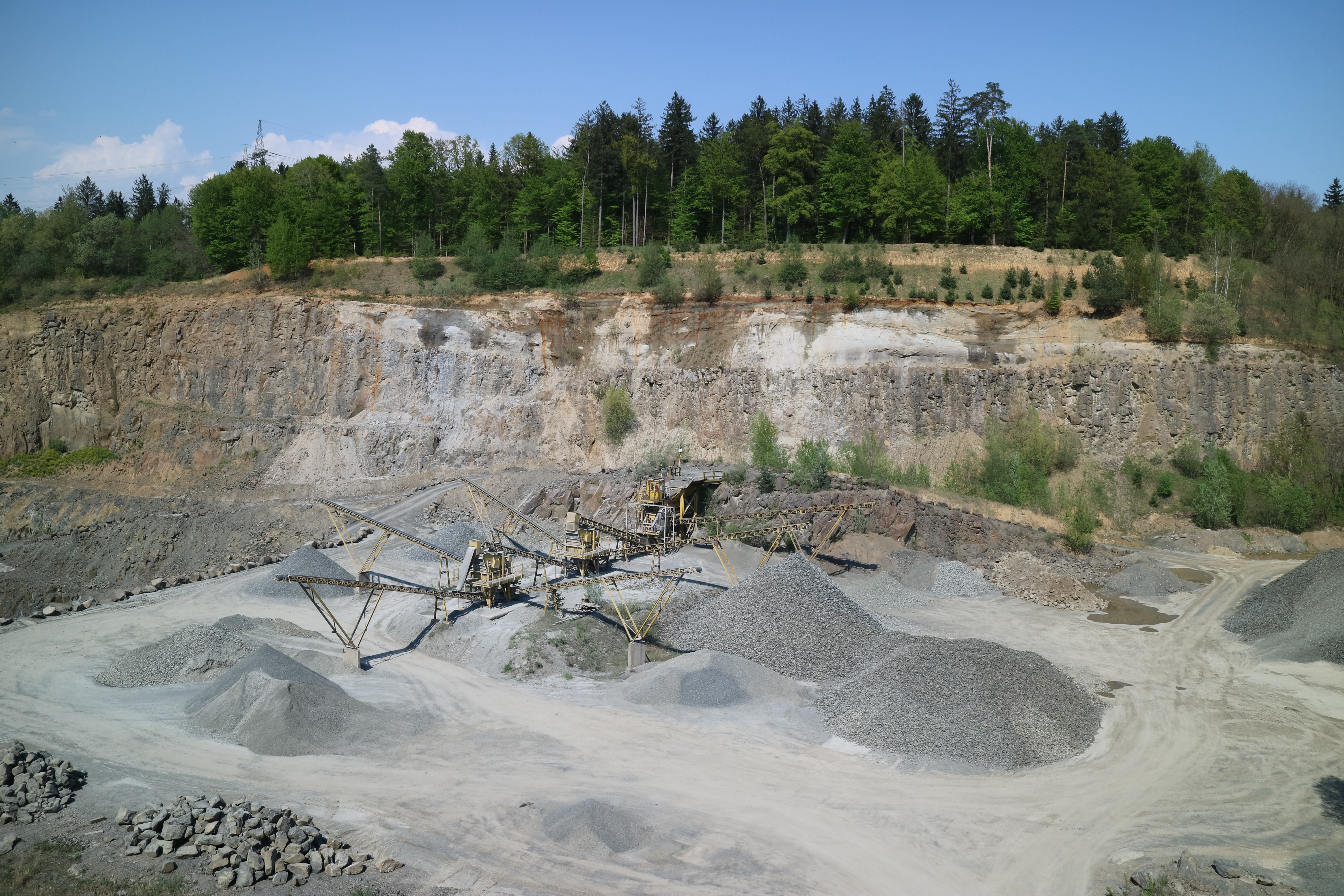
Basaltsteinbruch Weitendorf (2018), mit Splittbrecher und Sortieranlage

Der Basaltsteinbruch Weitendorf ist ein Steinbruch in den Marktgemeinden Wildon und Dobl-Zwaring im österreichischen Bundesland Steiermark. Das Basaltvorkommen geht auf den Vulkan von Weitendorf, einen mittelmiozänen Schildvulkan, zurück. Bekanntheit erlangte er als Minerallagerstätte und Fundort zahlreicher Fossilien. Teile des Steinbruchs sind seit 1985 als Naturdenkmal ausgewiesen.

## Lage und Umgebung
Der Steinbruch liegt im unteren Kainachtal am Südende des Kaiserwaldes. Die Steinbruchoberkante direkt an der Weitendorferstraße (L603) befindet sich auf einer Seehöhe von 305 m ü. A. am linken Flussufer. An dieser Stelle weist das südseitig vom Steinbruchriegel (369 m) begrenzte Tal – vor seiner Mündung ins Grazer Feld – eine geologisch bedingte Verengung gegenüber dem breiten Kainachboden flussaufwärts auf. Die namensgebende Ortschaft Weitendorf, bis Ende des Jahres 2014 eine eigenständige Gemeinde, gehört zur Marktgemeinde Wildon und liegt gut 1 km östlich des Basaltbruchs. Etwa 700 m nordwestlich des Steinbruchrandes befindet sich die Ortschaft Steindorf, deren Name vermutlich in Zusammenhang mit dem Basaltvorkommen steht. Die Landeshauptstadt Graz ist rund 19 km entfernt.

## Vulkan von Weitendorf

### Geologie

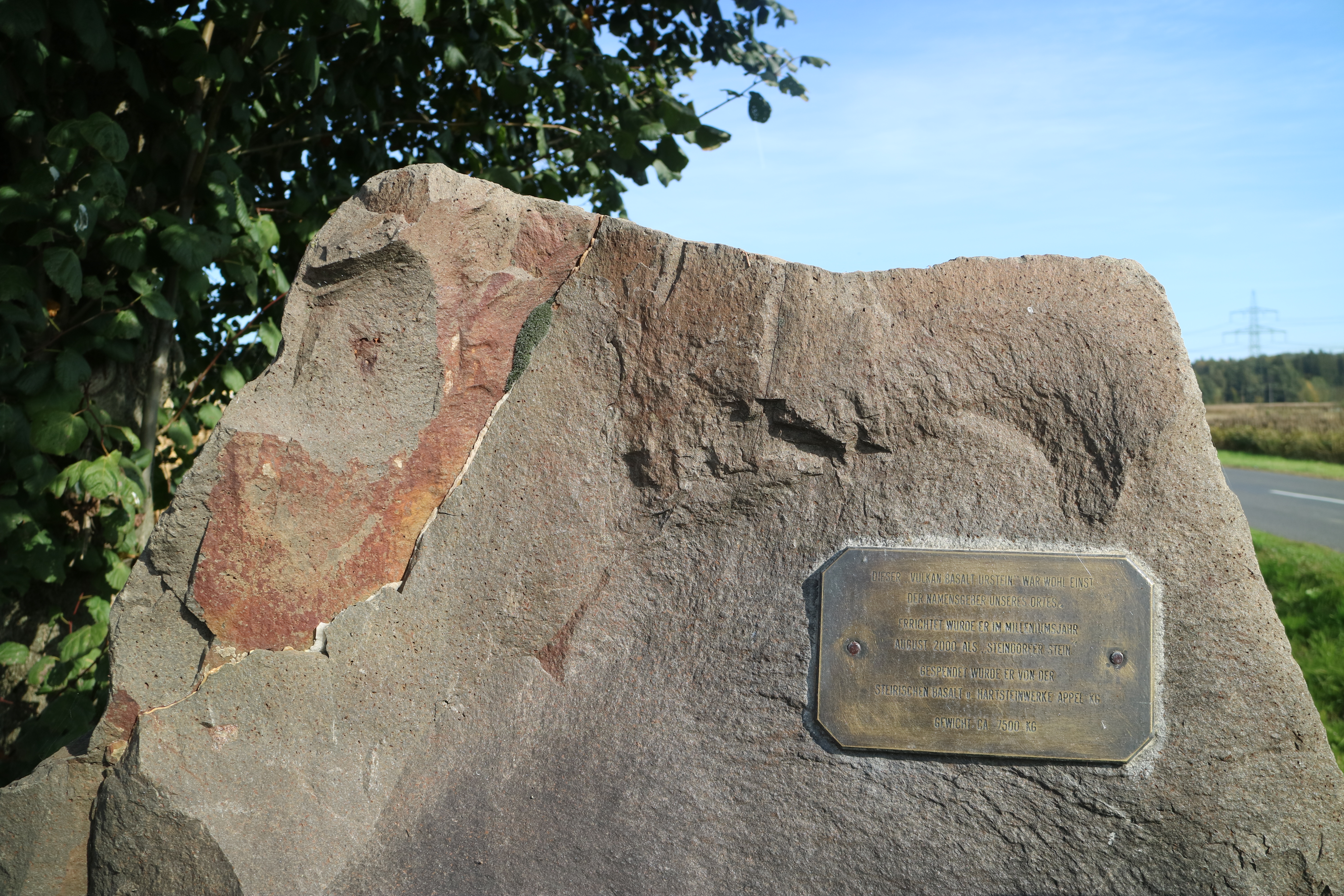
Weitendorfer Basalt als „Steindorfer Stein“ 2000 bei Steindorf gesetzt

Vor etwa 18 Mio. Jahren begann sich das Steirische Becken im Zuge tektonischer Prozesse zu senken. Mit der fortschreitenden Absenkung drang das Wasser der Paratethys von Südosten her in das Becken ein und es bildete sich eine Meeresbucht mit aktivem Vulkanismus. Erdbeben und am Meeresgrund auftretende heiße Quellen ließen glutflüssiges Magma durch Spalten und Klüfte an die Erdoberfläche gelangen und den Meeresboden um Weitendorf und Wundschuh auf einer Fläche von 10 km² mit einer bis zu 40 m mächtigen Basaltdecke überziehen. Der Vulkan, dessen Existenz erstmals in den 1830er-Jahren vermutet wurde, war nur kurze Zeit aktiv und verzeichnete nur wenige Ausbrüche. Wie auch in der Oststeiermark wird die Krustenausdünnung am Rand des Pannonischen Beckens bei gleichzeitiger Emporhebung der Alpen als Auslöser angenommen. Mithilfe der Radiometrie konnte ein Alter von 14,5 bis 15 Mio. Jahren ermittelt, anhand der dünnflüssigen Lava, ähnlich der hawaiianischen Vulkane, der Typus Schildvulkan bestimmt werden. Eine Folgeerscheinung des Vulkanismus ist die anerkannte Heilquelle Sauerbrunn bei Hengsberg.

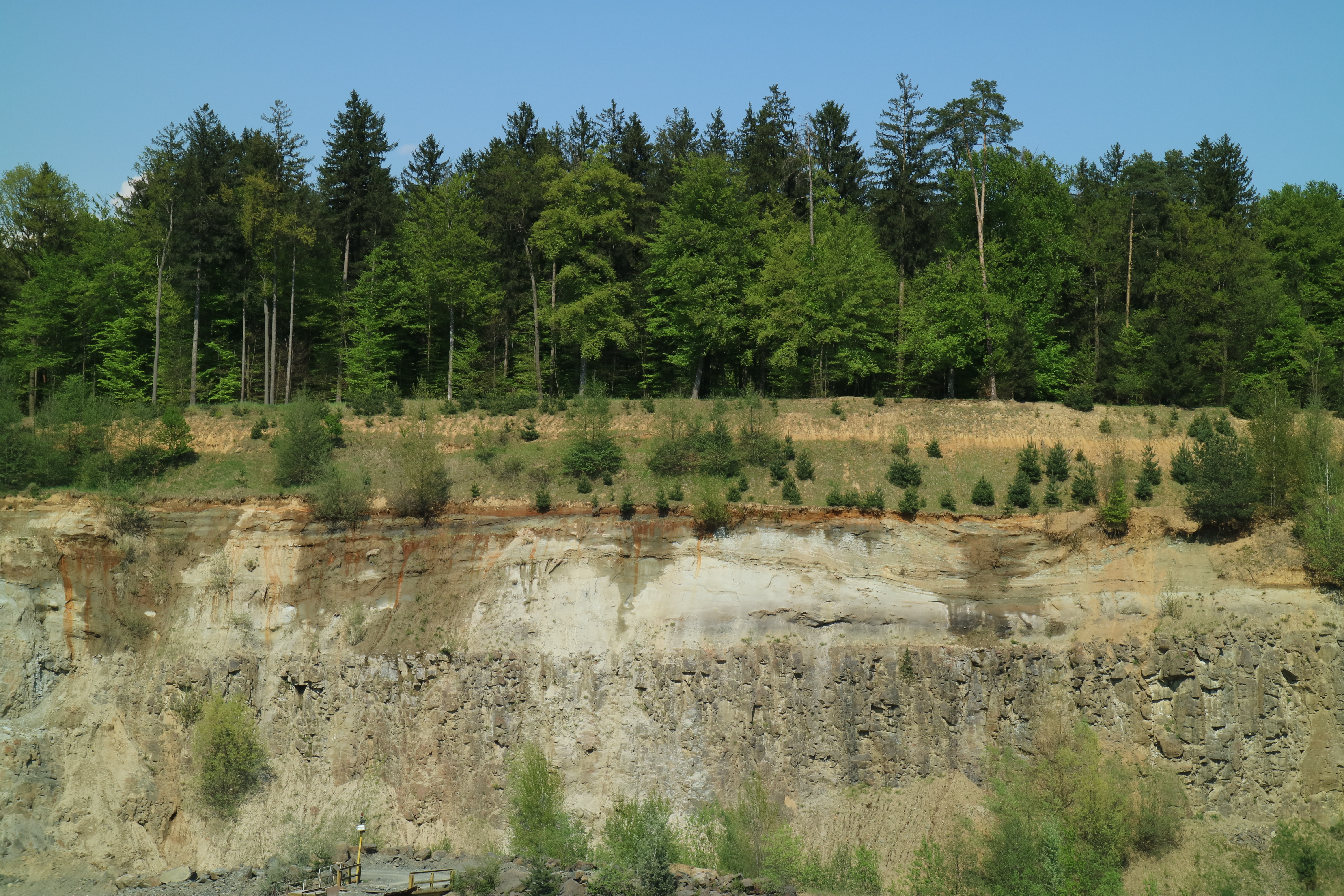
Schichtfolge im Steinbruch

Der Weitendorfer Basalt ist genau genommen ein kaliumbetonter basaltischer Trachyandesit (Shoshonit, Feld S2 im TAS-Diagramm). Dieses dunkelgraue bis schwarze Eruptivgestein bildet die unteren zwei Drittel der Steinbruchwand und zeigt teilweise eine säulige Absonderung, die Oberfläche ist 2 bis 3 m tief kugelig verwittert. Das Hangende bilden blaugraue Mergel und Sande des unteren Badeniums, die wiederum 4 bis 5 m mächtig von den eiszeitlichen Schottern und Lehmen der Kaiserwaldterrasse überlagert werden. Unter dem Basalt befindet sich eine Schicht fossilführender ebenso unterbadenischer Tonmergel, die erstmals im Zuge der Tieferlegung der Steinbruchsohle in den 1950er-Jahren freigelegt wurde.

### Mineralogie und Paläontologie
Funde besonders formschöner und farbenprächtiger Minerale sowie seltener Fossilien brachten dem Weitendorfer Vulkan unter Wissenschaftlern und Mineralsammlern ab dem frühen 20. Jahrhundert internationales Renommee ein.
Durch schnelles Erstarren der Lava unter Wasser und dem daraus resultierenden Gasverschluss entstanden Geoden im Basalt, die durch eine reichhaltige Mineralführung charakterisiert sind. An den Wänden bildeten sich aus wässrigen Mischphasen Kristalle verschiedener Karbonate sowie einiger Siliciumdioxid-Modifikationen, Sulfide und seltene Zeolithe. Verschiedenfarbige Calcite und über 10 cm lange Aragonite in Verbindung mit Chalcedon und/oder Quarzkristallrasen waren ebenso von Interesse wie von Sepiolithfasern citrinfarbene Quarze, gebänderte Achate und intensiv blau gefärbte Krusten von CT-Opal mit kleinen, darauf verteilten Pyritkristallen. Letztere erhielten von Sammlern den Namen „Weitendorfer Sternenhimmel“. Seltener aufgefunden wurden die Minerale Hyalit, Klinoptilolith und Harmotom sowie – in mikroskopischen Dosen – Tief-Cristobalit, Pseudobrookit, Granat, Malachit, Brochantit und Antlerit.
Der Bereich zwischen Weitendorf, Pöls, Preding und Groß Sankt Florian präsentierte sich im mittleren Miozän als tropische Lagune, die durch die Mittelsteirische Schwelle vom offenen Meer abgeschirmt war. Dadurch bestand ein Habitat für Muscheln, Schnecken, Krabben und Seeigel. In den Tonmergeln des Steinbruchs wurden über 100 verschiedene Spezies nachgewiesen, wovon die Turmschneckenart Turritella badensis in einem bis zu 50 cm mächtigen Horizont geradezu gesteinsbildend auftritt. Die Langschnabelschnecke Tibia dentata und die Flügelschnecke Strombus schröckingeri konnten österreichweit nur in Weitendorf und Wetzelsdorf gefunden werden. Außerdem gelang mit einem Zahnfund der Nachweis der bis über 15 m langen Riesenhaiart Otodus megalodon. Die Fossilienfunde ermöglichten nicht nur eine biostratigraphische Einordnung der Gesteinsschichten in die Lageniden-Zone des Badeniums (Florianer Schichten), sondern lieferten auch einen Beleg für die Verbindung zwischen Paratethys und Indischem Ozean, wo heute die nächsten Verwandten der versteinerten Arten leben.

## Geschichte
Funde von Spinnwirteln belegen, dass das Weitendorfer Basaltvorkommen bereits in der Jungsteinzeit aktiv genutzt wurde. Ab dem 16. Jahrhundert erfolgte ein geregelter Steinbruchbetrieb, wobei der Weitendorfer Basalt anfangs vor allem als Bau- und Pflasterstein diente. Während in der näheren Umgebung etwa das Fundament des Schlosses Wildon aus dem Stein errichtet wurde, war er in Graz als besonders abriebfestes Pflaster gefragt.

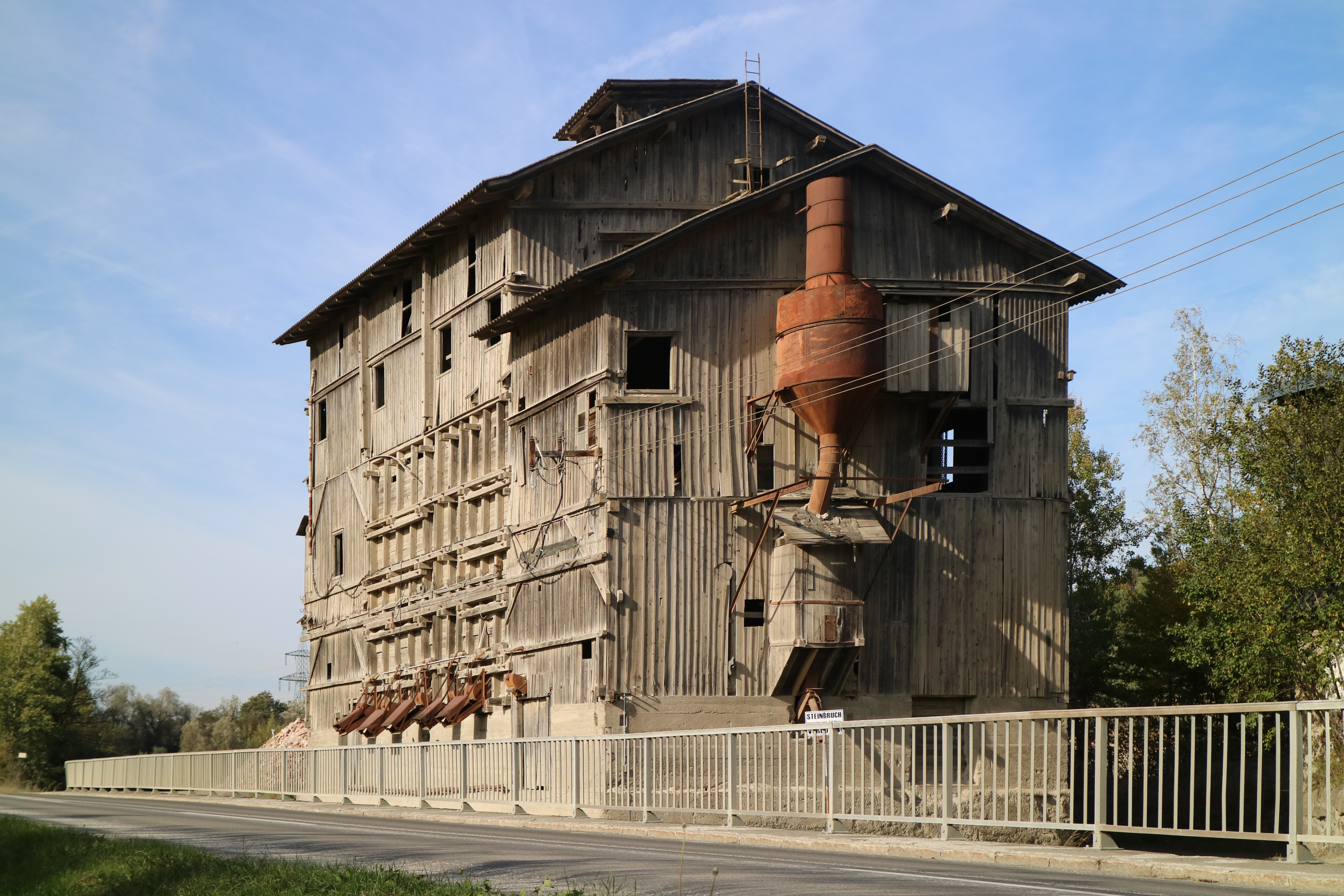
Alte Steinbrechanlage an der L603, Holzbau mit Zyklon-Staubabscheider

1943 war der Steinbruch das größte Basaltwerk Österreichs.
1977 wurde von der Bezirkshauptmannschaft Leibnitz eine betriebseigene Dieseltankanlage bewilligt sowie Bestimmungen zum Arbeitnehmerschutz erlassen. Zweimal kam es zu schweren Explosionen im Steinbruch: 1972 explodierte das Sprengmitteldepot mit 227 kg Sprengstoff und über 600 Sprengkapseln aus ungeklärten Gründen, 1984 wurden zwei Einbrecher beim Versuch, den Werkstresor mithilfe eines Schweißbrenners und Sauerstoffflaschen zu öffnen, getötet. Im selben Jahr wurde die Ernennung des Steinbruchs zum Naturdenkmal diskutiert. Die Gemeinde Weitendorf sah darin die Chance, eine geplante Mülldeponie der Stadt Graz zu verhindern, forderte als Bedingung aber die Aufrechterhaltung des Steinbruchbetriebs.
Im März 1985 stellte die BH schließlich 0,6 ha im südlichen Grubenbereich unter Denkmalschutz, wobei verfügt wurde, dass die fossilführenden Tonmergel, um zugänglich zu bleiben, nicht verschüttet werden dürfen. Die Berufung des Grazer Magistrats gegen den Bescheid wurde abgewiesen.
Der Steinbruch befindet sich seit 2019 nach Verkauf durch die Stadt Graz im Eigentum der Ecker-Eckhofen Rohstoffverwertung GmbH. Verwendung findet der Weitendorfer Basalt als Edelsplitt, Asphalt-Zuschlagstoff und besonders verwitterungsresistenter Wasserbaustein.
Der Grundwassersee im Steinbruch soll – Stand April 2024 – als Fernwärmespeicher für Graz genutzt werden. Die Projektinitiatoren sind der Steinbruchbesitzer Heimo Ecker-Eckhofen und Gilbert Frizberg.